# Sint-Pauluskapel (Damascus)

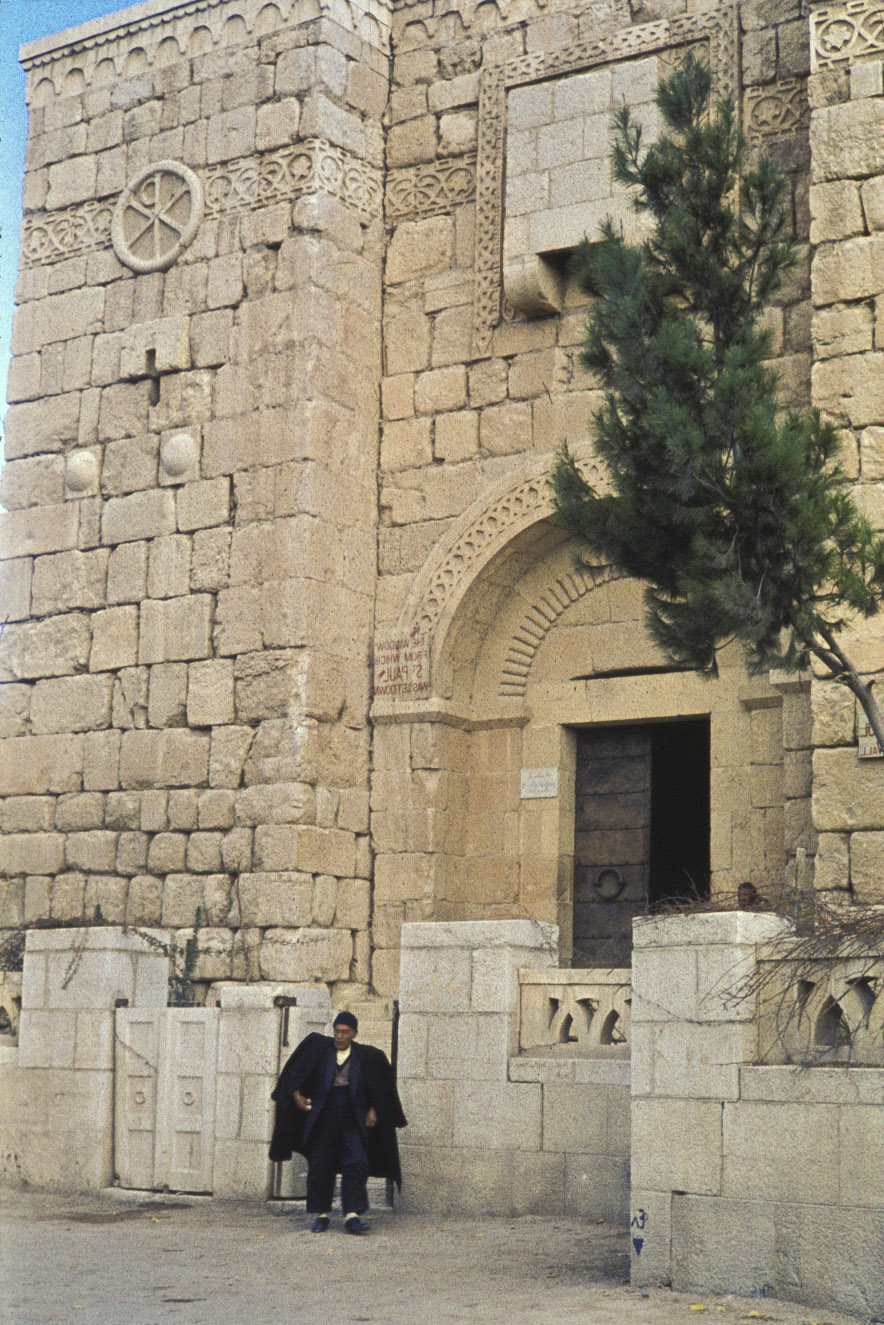
Sint-Pauluskapel in Damascus

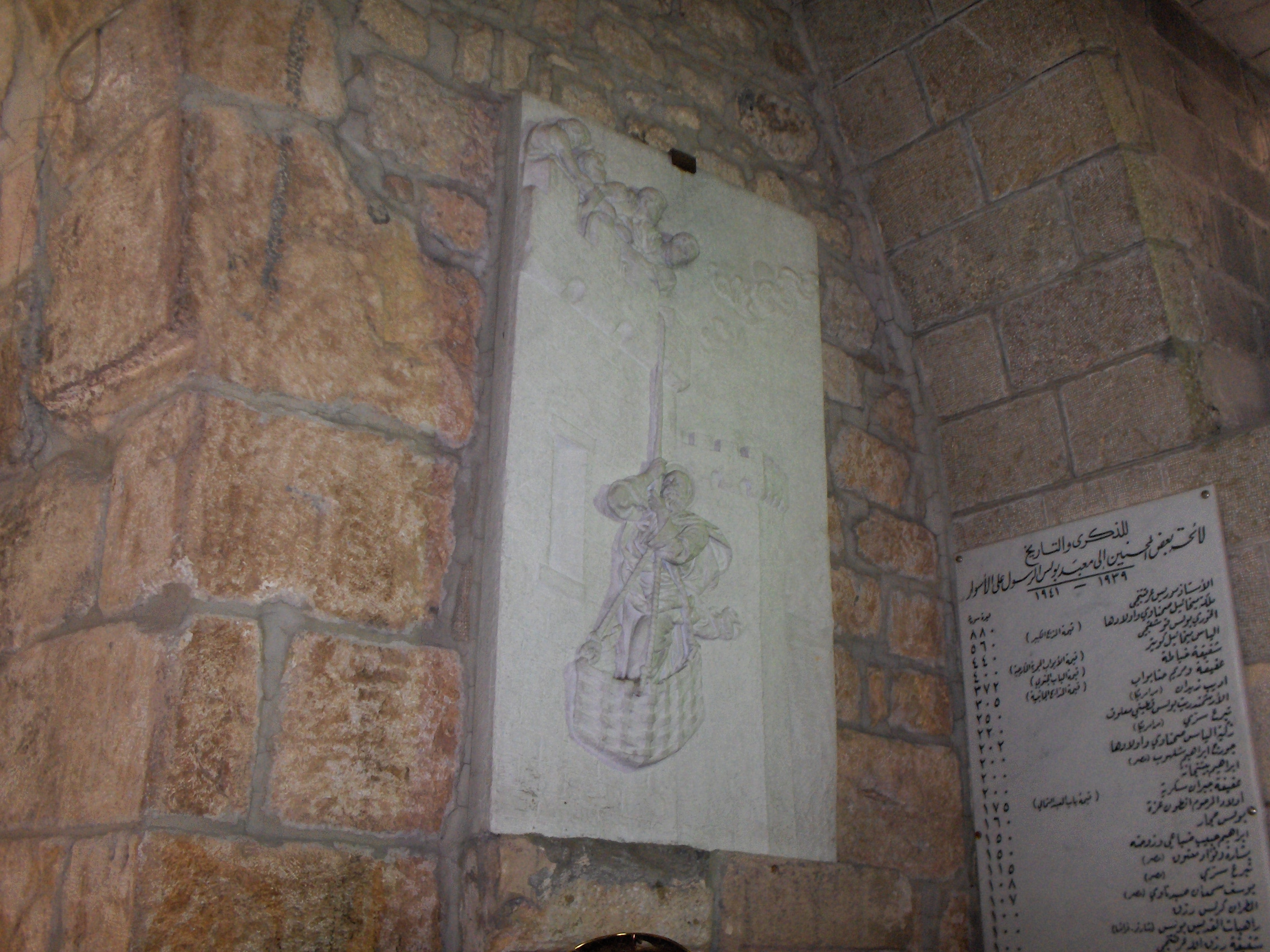
Ananias helpt Paulus vluchten met een mandje over de stadsmuren (bas-reliëf)

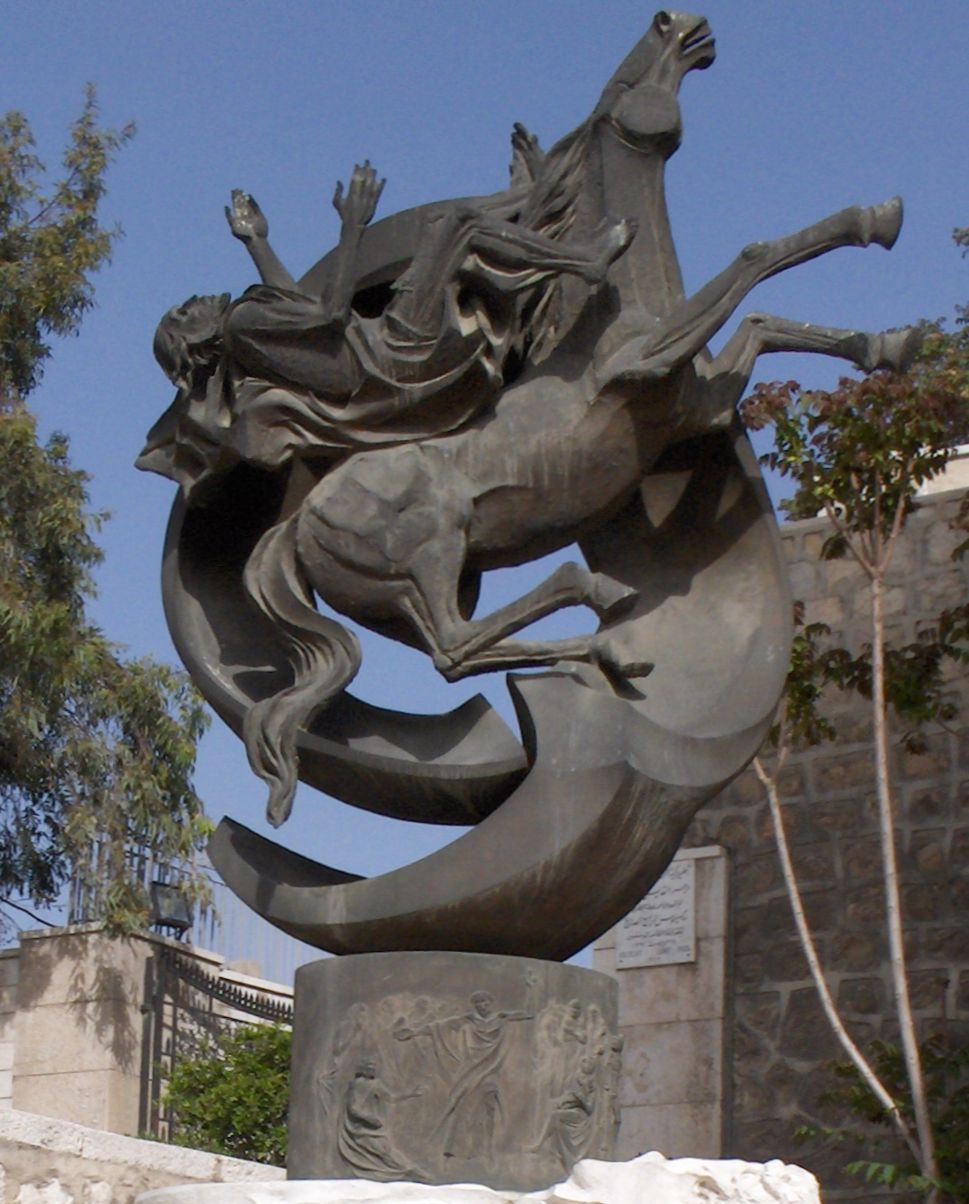
Saul valt van zijn paard

De Sint-Pauluskapel van Damascus (Syrië) is gebouwd binnen in de oude stadspoort Bab Kayssan. De kapel dateert uit de jaren 1920, toen Syrië een Frans mandaatgebied was van de Volkenbond. De kapel wordt beheerd door de Melkitische Grieks-Katholieke Kerk. De Fransen noemden deze kapel Sint-Paulus-op-de-muren, om het onderscheid te maken met Sint-Paulus buiten de Muren in Rome.
De stadspoort Bab Kayssan werd gebouwd in de 12e eeuw, de periode waarin Nur ad-Din Damascus omringde met een hoge verdedigingsmuur. 
Het bijbels verhaal in de Handelingen der Apostelen behandelt de vlucht van de apostel Paulus over de Romeinse stadsmuren van Damascus, met behulp van een mandje. Ananias uit Damascus hielp Paulus bij zijn vlucht uit de stad. Een bas-reliëf in de kapel beeldt Paulus in een mandje uit. Naast de kapel staat een standbeeld waarin de christenvervolger Saul/Paulus wordt uitgebeeld, terwijl hij op zijn paard getroffen wordt door de bliksem op weg naar Damascus.